# كيريلو فاديم ديميدوف
كيريلو فاديم ديميدوف (بالأوكرانية: Кирило Олександрович Демідов)‏ هو لاعب كرة قدم أوكراني في مركزي الهجوم والوسط، ولد في 18 أغسطس 1996 في أوكرانيا. لعب مع ميتالوره زابورجيا.

## وصلات خارجية
- كيريلو فاديم ديميدوف على موقع اتحاد أوكرانيا (الإنجليزية)
- كيريلو فاديم ديميدوف على موقع قاعدة بيانات كرة القدم.إي يو (الإنجليزية)
- كيريلو فاديم ديميدوف على موقع Soccerway.com (الإنجليزية)